# Blackwater Park
Blackwater Park (рус. Блэкуотер-Парк) — пятый студийный альбом шведской прогрессивной метал-группы Opeth, выпущенный в Европе и днём позже в Северной Америке на лейблах Music for Nations и Koch Records. Альбом знаменует собой первое сотрудничество между фронтменом Porcupine Tree Стивеном Уилсоном и группой, поскольку Уилсон был привлечён для продюсирования альбома. Это способствовало изменению музыкального стиля Opeth. Песни «The Drapery Falls» и «Still Day Beneath the Sun» были выпущены в качестве синглов.
Хотя Blackwater Park не попал в чарты Северной Америки или Великобритании, это был коммерческий прорыв для группы. Часто считается их magnum opus. Альбом был высоко оценён критиками, а Эдуардо Ривадавия из AllMusic заявил, что альбом «несомненно, является альбомом совершеннолетия группы и, следовательно, идеальным введением в её замечательное творчество». В 2020 году Loudwire назвал Blackwater Park альбомом номер один в жанре прогрессивный метал всех времён. Журнал Rolling Stone поставил альбом на 55-е место в своём списке «100 величайших метал-альбомов всех времен».

## Предыстория и запись

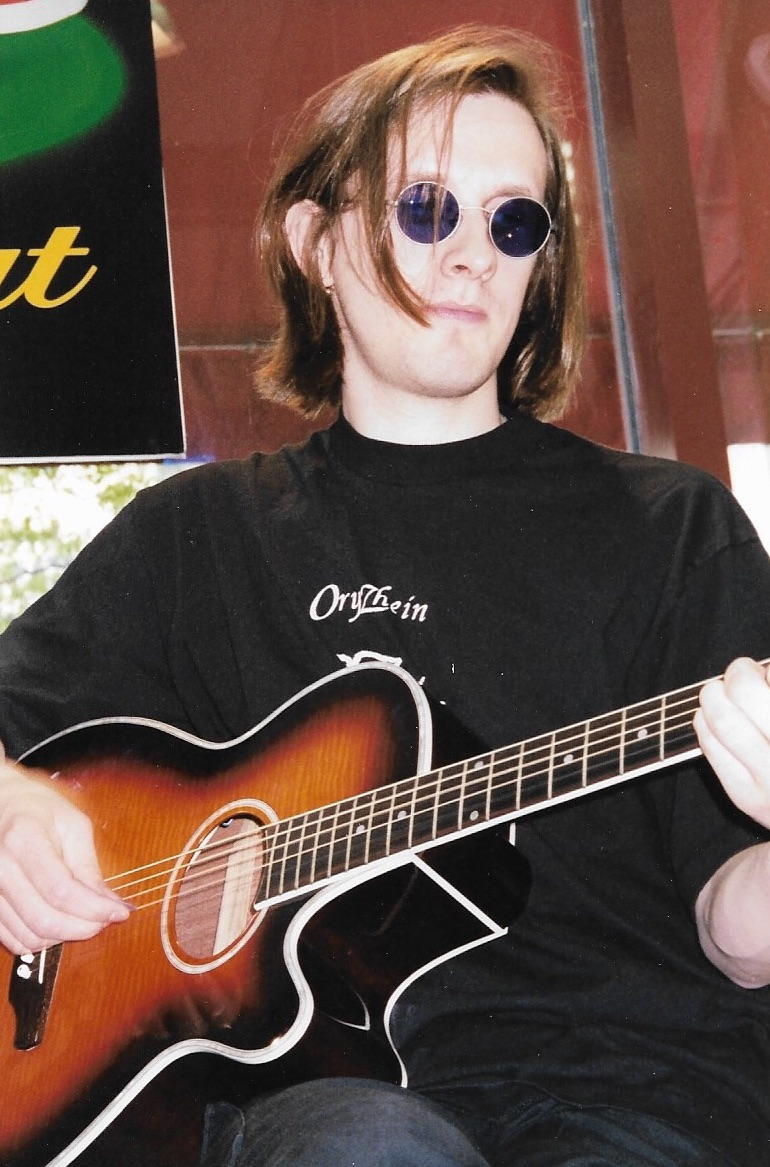
Продюсером альбома выступил Стивен Уилсон из Porcupine Tree.

После нескольких концертов в Европе гитарист и вокалист Opeth Микаэль Окерфельдт отправился в дом старого друга в Стокгольме, Швеция, чтобы записать несколько демозаписей и развить идеи для нового альбома. Альбом назван в честь одноимённой немецкой прогрессивной рок-группы и стал первым альбомом, для которого у группы было название до начала записи.
В работе над этим альбомом бо́льшую роль сыграл фронтмен Porcupine Tree Стивен Уилсон, чьи отношения с Opeth начались в прошлом, когда интервьюер, который был другом Окерфельдта и знал, что последний был поклонником творчества Уилсона, подарил Уилсону копию последнего на тот момент релиза Opeth Still Life, который Уилсону в итоге так понравилось, что он связался с Окерфельдтом по этому поводу. Через несколько месяцев после записи демо Окерфельдт ужинал с Уилсоном, во время которого они обсуждали идею о том, что Уилсон будет продюсировать следующий альбом Opeth. После того, как Окерфельдт отправил Уилсону записанные им демо-версии, Уилсон согласился спродюсировать альбом.
10 августа 2000 года Opeth пришли в студию Fredman, чтобы начать работу над Blackwater Park. Ранее у группы не было написанных текстов, и они отрепетировали всего три раза, прежде чем отправиться в студию. Инженер Фредрик Нордстрём организовал для группы проживание в маленькой комнате в студии, в которой было четыре кровати. Opeth прожили там около двух недель, а затем сняли квартиру у участника мелодик-дэт-метал-группы Dark Tranquillity Микаэля Станне. После записи основных барабанов, ритмов, баса и акустической гитары Уилсон приступил к записи чистого вокала и добавил несколько гитарных партий. Окерфельдт писал, что Уилсон оказал «огромное влияние на запись», и после работы с ним группа вступила в «новую фазу».
Окерфельдт описал запись альбома как «довольно гладкую». Группа Soilwork записывались в студии одновременно с Opeth. Окерфельдт писал, что Opeth казались «кучкой любителей по сравнению с ними. Они всё время работали. Когда они пришли на кухню на перерыв, мы всё ещё были там, на том же перерыве, что и 3 часа назад. Мы не хотим, чтобы это стало „работой“ или чем-то, что вы делаете, потому что должны. Мы хотим хорошо провести время, и поэтому работаем только тогда, когда считаем это правильным».

## Выпуск и коммерческий успех
Первоначально Blackwater Park был выпущен 12 марта 2001 года в Европе, а днём позже — в Северной Америке. Это был первый альбом Opeth, выпущенный в Северной Америке одновременно с остальным миром. Он был выпущен на компакт-дисках и виниловых пластинках. В 2002 году вышло специальное издание альбома Blackwater Park со вторым бонусным диском, в который вошли «Still Day Beneath the Sun» и «Patterns in the Ivy II». Эти два бонус-трека были выпущены вместе в виде 7-дюймового EP на виниле лейблом Robotic Empire Records в феврале 2003 года. Мини-альбом, выпущенный ограниченным тиражом, был распродан менее чем за 24 часа и продолжает оставаться одним из самых востребованных релизов Opeth на сегодняшний день. Также были выпущены два сингла в поддержку Blackwater Park. В качестве промо-сингла была выпущена сокращённая версия «The Drapery Falls», отредактированная на радио. Бонус-трек «Still Day Beneath the Sun» позже был выпущен только на виниле.
Blackwater Park не попал в чарты ни США, ни Соединённого Королевства. По состоянию на май 2008 года в Соединённых Штатах было продано более 93 000 копий альбома Blackwater Park.
29 марта 2010 года Opeth переиздали старое издание Blackwater Park, в которое вошла концертная версия «The Leper Affinity», а затем второй DVD, на котором представлен весь альбом в формате объёмного звучания 5.0 и документальный фильм. Эта версия была выпущена в Северной Америке в апреле 2012 года лейблом The End Records.

## Отзывы критиков
| Оценки критиков    | Оценки критиков |
| Источник           | Оценка          |
| ------------------ | --------------- |
| AllMusic           | [ 2 ]           |
| Classic Rock       | [ 20 ]          |
| Metal Crypt        | 4.75/5 5+/5     |
| Pitchfork Media    | 9.0/10          |
| Record Collector   | [ 24 ]          |
| Rock Hard          | 9.5/10          |
| Sea of Tranquility | [ 26 ]          |
| Ultimate Guitar    | 9.8/10          |

После выхода Blackwater Park получил положительные отзывы критиков. Эдуардо Ривадавия из AllMusic написал, что альбом был «произведением захватывающей творческой широты», и отметил высокую оценку альбома критиками, заявив, что «с момента выхода новаторского шедевра Wildhoney в 1994 году группы Tiamat экстремальная метал-сцена не была свидетелем такого ошеломляющего проявления энтузиазма фанатов и единодушных похвал критиков, которые были даны альбому Blackwater Park». Он также сказал, что альбом «несомненно, является альбомом совершеннолетия группы и, следовательно, идеальным введением в её замечательное творчество». Редактор Pitchfork Media Нэд Рэггетт высоко оценил альбом; он написал, что «Blackwater Park пользуется такой репутацией в значительной степени потому, что ни одна из песен не придерживается одной и той же формулы написания, вместо этого они используют вариации в рамках общих тем, которые завершаются драматическим завершением в заглавном треке». Opeth сравнивали с группами, получившими признание критиков из предыдущих эпох. The Village Voice написали в своей рецензии на альбом, что «Opeth рисуют эпическое полотно, звучащее временами как будто это ответ метала на King Crimson 1970-х». CMJ также написали очень позитивную рецензию, назвав альбом «Богоподобным <…> метал-сплав Pink Floyd и The Beatles». В канадском музыкальном журнале Exclaim! писали, что альбом «возможно, является лучшей метал-пластинкой в этом году, и он стоит каждой капли энергии, которую группа вложила в его создание».
Decibel написали, что «великолепие Blackwater Park заключается в его продюсировании. Спродюсированный совместно Opeth и Уилсоном и спродюсированный Фредриком Нордстрёмом, это один из первых дэт-метал-альбомов, который, ну, в общем, отличается от других. Кристально чистый, но в то же время очень тяжёлый, Blackwater Park также полон нюансов». Аналогичным образом, в Pitchfork Media отметили, что «продюсерская помощь и поощрение Уилсона способствовали тому, что группа использовала акустические аранжировки в той же степени, что и электрические, и в то же время продемонстрировали сладкое, чистое пение Окерфельдта в той же степени, что и в тех, где он ревёт (в таких песнях, как „The Leper Affinity“ и заглавный трек)». Британский журнал Record Collector назвал Blackwater Park звёздным часом Opeth и добавил, что большая заслуга в этом «может быть приписана передовому видению Стивена Уилсона».
Издание Loudwire назвало Blackwater Park 15-м лучшим метал-альбомом всех времён, заявив, что альбом отражает «влияние арт-рока 1970-х, подкреплённое неизменно сложными, с диким воображением девятиминутными эпопеями, каждая из которых внушает больше благоговения, чем предыдущая».
Журнал Sputnikmusic поместил Blackwater Park на 39-е место в своём списке 100 лучших альбомов десятилетия.

### Награждения
В 2020 году Loudwire назвал Blackwater Park альбомом номер один в жанре прогрессивный метал всех времён. Это был альбом № 1 в 2001 году в журнале Metal Storm[34] и № 4 в списке 200 лучших альбомов всех времён. Журнал LA Weekly назвал его 5-м лучшим металлическим альбомом в истории. Журнал Rolling Stone поставил Blackwater Park на 55-е место в своём списке «100 величайших метал-альбомов всех времён».
В 2009 году MetalSucks составил список «21 лучших метал-альбомов XXI века на сегодняшний день», основанный на мнениях различных музыкантов, менеджеров, публицистов, представителей лейбла и писателей, где Blackwater Park занял 3-е место. Журнал Decibel аналогичным образом назвал Blackwater Park третьим лучшим метал-альбомом десятилетия. Альбом занял 5-е место в списке лучших альбомов Terrorizer 2000-х годов.
В июне 2015 года журнал Rolling Stone поставил Blackwater Park на 28-е место в своём списке «Величайших прог-рок-альбомов всех времён». TeamRock поместили альбом на 36-ю строчку в своём списке «100 лучших прог-альбомов всех времен».
В 2012 году Loudwire назвал заглавный трек второй лучшей метал-песней XXI века. Журнал Q включил песню «Bleak» в свой список «1010 песен, которыми вы должны владеть!» в 2004 году.

## Список композиций
Все тексты написаны Микаэлем Окерфельдтом, вся музыка написана Микаэлем Окерфельдтом (за исключением отмеченных).
| №                   | Название                                            | Музыка                             | Длительность |
| ------------------- | --------------------------------------------------- | ---------------------------------- | ------------ |
| 1.                  | «The Leper Affinity»                                |                                    | 10:23        |
| 2.                  | «Bleak»                                             |                                    | 9:15         |
| 3.                  | «Harvest»                                           |                                    | 5:58         |
| 4.                  | «The Drapery Falls»                                 |                                    | 10:52        |
| 5.                  | «Dirge for November»                                | Микаэль Окерфельдт, Петер Линдгрен | 7:51         |
| 6.                  | «The Funeral Portrait»                              |                                    | 8:42         |
| 7.                  | «Patterns in the Ivy» (Инструментальная композиция) |                                    | 1:50         |
| 8.                  | «Blackwater Park»                                   | Микаэль Окерфельдт, Петер Линдгрен | 12:08        |
| Общая длительность: | Общая длительность:                                 | Общая длительность:                | 67:26        |

| №                   | Название                     | Длительность |
| ------------------- | ---------------------------- | ------------ |
| 1.                  | «Still Day Beneath the Sun»  | 4:34         |
| 2.                  | «Patterns in the Ivy II»     | 4:12         |
| 3.                  | «Harvest» (Мультимедия-трек) | 6:01         |
| Общая длительность: | Общая длительность:          | 76:15        |

## Участники записи
| Opeth - Микаэль Окерфельдт — вокал, гитары - Петер Линдгрен — гитары - Мартин Мендес — бас-гитара - Мартин Лопес — ударные Приглашённые музыканты - Стивен Уилсон — вокал и бэк-вокал в песнях «Bleak», «Harvest», «The Funeral Portrait» и «The Drapery Falls», гитара, клавишные, продюсер, звукорежиссёр, сведение - Маркус Линдберг — шейкеры для яиц | Производственный персонал - группа Opeth — продюсирование, звукорежиссёр, сведение, художественное оформление - Фредрик Нордстрём — звукорежиссёр, сведение - Йоран Финнберг — мастеринг - Гарри Вялимяки — фотограф - Трэвис Смит — художественное оформление |

## Позиции в чартах
| Чарт (2001 г.) | Позиция в чарте |
| -------------- | --------------- |
| Польша (ZPAV)  | 10              |

| Чарт (2021 г.)                | Позиция в чарте |
| ----------------------------- | --------------- |
| Бельгия/Валлония (Ultratop)   | 112             |
| Германия (Offizielle Top 100) | 58              |

| Чарт (2001 г.)        | Позиция в чарте |
| --------------------- | --------------- |
| Польша (ZPAV Top 100) | 31              |